# Andrei Nikolaevich Troshev
Andrey "Sedoi" Nikolaevich Troshev (tiếng Nga: Андрей Николаевич Трошев, biệt danh Siedoy-Tóc xám; sinh ngày 5 tháng 4 năm 1962) là một đại tá đã về hưu, cựu đặc vụ của Bộ Nội vụ Nga, và là cựu chiến binh trong cuộc Chiến tranh Liên Xô-Afghanistan, Chiến tranh Chechnya lần thứ hai, và sự can thiệp quân sự của Nga vào cuộc nội chiến ở Syria. Ông đã được trao tặng danh hiệu Anh hùng Liên bang Nga là danh hiệu danh dự cao nhất ở Nga vì sự cống hiến của mình. Vào ngày 14 tháng 7 năm 2023, Tổng thống Vladimir Putin cho biết rằng ông muốn Troshev làm lãnh đạo của Tập đoàn Wagner thay thế ông trùm Yevgeny Prigozhin. Andrei Troshev được cho là người có tinh thần không ổn định và là một kẻ nghiện rượu. Vào ngày 29 tháng 6 năm 2022, ông Troshev bị Vương quốc Anh liệt vào danh sách trừng phạt với tư cách là một trong những nhà lãnh đạo của Tập đoàn Wagner đã tham gia vào Nội chiến Syria khi đứng về phía Tổng thống Bashar al-Assad và lực lượng chính phủ. Trước đó, ngày 13 tháng 12 năm 2021, ông đã bị liệt vào danh sách trừng phạt của tất cả các nước trong khối Liên Âu EU

## Tiểu sử
Andrei Troshev sinh ngày 5 tháng 4 năm 1962 tại Leningrad (nay là Saint Petersburg). Sau khi tốt nghiệp trung học, ông theo học trường chỉ huy pháo binh cấp cao Leningrad là ngôn trường được đặt tên theo Tháng Mười Đỏ. Sau khi tốt nghiệp, ông phục vụ trong các đơn vị pháo binh khác nhau ở các vị trí chỉ huy và sĩ quan. Andrei Troshev đã chiến đấu ở Cộng hòa Dân chủ Afghanistan với tư cách là một phần của đội quân Liên Xô. Tại đây ông ta chỉ huy một khẩu đội pháo tự hành. Vì đã thể hiện lòng dũng cảm và chủ nghĩa anh hùng trong khi thực hiện nhiệm vụ, ông đã được trao tặng hai Huân chương Sao đỏ Sau đó, ông tốt nghiệp Học viện Pháo binh Quân sự mang tên M. I. Kalinin (nay là Học viện Pháo binh Quân sự Mikhailovskaya).
Sau khi Liên Xô tan rã, Andrei Troshev tiếp tục phục vụ trong Lực lượng Vũ trang Nga. Ông đã tham gia Chiến tranh Chechnya lần thứ hai, vì những công lao binh bị, ông ấy đã được trao tặng hai giải thưởng Huân chương Dũng cảm và Huân chương "Vì công trạng đối với Tổ quốc" hạng hai. Sau đó, ông phục vụ trong các đơn vị Quân khu Leningrad. Sau khi rời lực lượng dự bị, Andrei Troshev tục phục vụ trong các cơ quan của Bộ Nội vụ. Ông làm việc trong các đơn vị ОМОN và SОBR của Tổng cục Chính của Bộ Nội vụ tại Quận Liên bang Tây Bắc. Trong một thời gian, ông chỉ huy đơn vị Saint Petersburg SOBR. Ông ta đã bị sa thải khỏi Ban giám đốc chính trong một trường hợp đáng tiếc do vì uống rượu. Andrei Troshev cũng đã tốt nghiệp Học viện Hành chính công Nga trực thuộc Tổng thống Liên bang Nga (Российская академия государственной службы при Президенте Российской Федерации). Năm 2012, ông kết thúc nghĩa vụ với quân hàm đại tá.
Khi bắt đầu Sự can thiệp của quân đội Nga vào Syria, Troshev, lúc này đã nghỉ hưu, đã đến Syria nhưng không trực tiếp tham gia vào chiến sự, thay vào đó ông phụ trách quản lý dịch vụ hậu cần của Tập đoàn Wagner và Dịch vụ An ninh của Tập đoàn Wagner ở Molkin ở Krasnodar Krai. Theo nhiều thông tin thì ông ta là một người không ổn định và nghiện rượu, được cho là có liên quan đến cái chết của hàng chục người (theo một số ấn phẩm thì con số này lên đến hàng trăm) của những người lính Wagner trong tháng 2 năm 2018 dưới tay Lực lượng vũ trang Hoa Kỳ. Troshev đã được trao tặng danh hiệu Anh hùng Liên bang Nga. Theo một số nguồn tin truyền thông, Troshev được đưa đến bệnh viện trong tình trạng say xỉn và tinh thần không ổn định, đồng thời mang theo bản đồ Syria, tiền và các tài liệu quan trọng khác. Theo thông tin chưa được xác minh, sau khi trở về Nga, ông ta làm việc cho Tập đoàn Wagner với tư cách là Tham mưu trưởng, đồng thời lãnh đạo Cơ quan An ninh của Wagner ở Molkin ở Krasnodar Krai. Một số ấn phẩm coi ông là lãnh đạo thực tế của toàn bộ công ty, nhưng đây không phải là thông tin được xác nhận chính thức.
Sau sự kiện nổi loạn của Wagner thì trong cuộc gặp diễn ra vào ngày 29 tháng 6 năm 2023 với các chỉ huy Wagner sau vụ nổi loạn bất thành của lực lượng này, Tổng thống Putin đã nói rằng trong số nhiều lựa chọn mà ông đưa ra cho họ có một lựa chọn là tiếp tục chiến đấu cho Nga dưới sự dẫn dắt của một chỉ huy trực tiếp khác của họ. Ông Putin không nêu danh tính cụ thể của người này, mà chỉ đề cập đến biệt danh "Tóc xám". "Họ sẽ được dẫn dắt bởi người từng là chỉ huy thực sự của họ từ trước đến nay. Nhiều người đã gật đầu khi tôi nói điều đó", ông Putin nói trong cuộc họp kéo dài hơn 3 giờ đồng hồ với 35 chỉ huy của Wagner, trong đó có ông trùm Yevgeny Prigozhin như vậy, Andrei Troshev một đại tá người Nga đã nghỉ hưu, đồng thời là thành viên sáng lập và giám đốc điều hành của Wagner dự kiến được chỉ định. Ngoài ra, ông Troshev cũng làm việc với các chỉ huy Wagner khác là Aleksandr Sergeevich Kuznetsov và Andrey Bogatov. Ông Andrei Troshev trực tiếp tham gia vào các hoạt động quân sự của Wagner ở Syria. Ông ấy tham gia đặc biệt sâu vào khu vực Deir al-Zor.